# Пигмалион и Галатея (фильм)
«Пигмалио́н и Галате́я» (фр. Pygmalion et Galathée) — немой короткометражный фильм Жоржа Мельеса. Премьера состоялась в США в 1903 году.

## В ролях
- Жанна Д’альси

## Сюжет
Пигмалион работает над статуей Галатеи. Когда работа завершается, Галатея оживает. Он пытается пожать ей руку, но она отбегает от него и смеётся над ним.